# الهروب من السجن: المؤامرة
بريزون بريك : المؤامرة (بالانجليزية : Prison Break: The Conspiracy) : وهي لعبة فيديو صدرت في العام 2010 مأخوذة من احداث الموسم الأول من المسلسل الامريكي الشهير بريزون بريك والذي أُنتِج في العام 2005 وحقق نجاحا واسعا في جميع انحاء العالم.

## قصة اللعبة
تدور احداث اللعبة كما جاء في الموسم الأول من المسلسل مع إضافة شخصية جديدة تدعى توم باكستن (وهو الشخصية الرئيسية في اللعبة) الذي أرسلته (الشركة) ليكتشف أسرار مايكل سكوفيلد ولماذا جاء إلى سجن نهر فوكس الذي به أخيه لينكون بوروز , وأثناء التسلل والاكتشاف يعرف بأن سكوفيلد يخطط للهروب من السجن مع أخيه وبعض السجناء، وعندما حانت الفرصة لفضح أمره، أكتشف باكستن أن الشركة تخطط لقتله هو وبروز عن طريق رسالة مع أحد المجرمين، وبعد ذلك قرر باكستن أن يساعد الأخوين على الهروب بطريقة غير مباشرة، وفي نهاية اللعبة سوف يساعدهم بالفعل على الهرب ويخرج هو أيضا من باب السجن.